# Liste „Kaiser Wilhelm“ als Namensstifter
Nach Kaiser Wilhelm I. bzw. Kaiser Wilhelm II. sind oder waren folgende Objekte benannt:

## Bauwerke

### Bergwerke
- Siehe auch: Kaiser-Wilhelm-Schacht

### Brücken
- Siehe auch: Kaiser-Wilhelm-Brücke

### „Burg“
- Berghotel Wilhelmsburg, (Wilhelm I.)
- Wilhelmsburg (Lage), (Wilhelm II.)

### Denkmäler
- Siehe auch: Liste der Kaiser-Wilhelm-I.-Denkmäler
- Siehe auch: Liste der Kaiser-Wilhelm-II.-Denkmäler

### Plätze
- Siehe auch: Kaiser-Wilhelm-Platz

### Straßen
- Siehe auch: Kaiser-Wilhelm-Straße

### Türme
- Kaiser-Wilhelm-II.-Turm, Marburg
- Kaiser-Wilhelm-Turm (Bad Schmiedeberg)
- Kaiser-Wilhelm-Turm (Eutin)
- Kaiser-Wilhelm-Turm (Hohe Acht)
- Kaiser-Wilhelm-Turm (Schläferskopf)

### Kirchen
- Kaiser-Wilhelm-Kirche (Bad Ems), (Wilhelm I.)
- Kaiser-Wilhelm-Gedächtniskirche, Berlin, (Wilhelm II.)

### Weitere Bauwerke
- Kaiser-Wilhelms-Bad, Bad Homburg vor der Höhe.
- Kaiser-Wilhelm-Gedächtnis-Friedhof, Berlin
- „Kaiser-Wilhelm-Kanal“ jetzt: Nord-Ostsee-Kanal
- Kaiser-Wilhelm-Park (Essen)
- Kaiser Wilhelm- und Friedrich-Ruhmeshalle, Wuppertal
- Kaiser-Wilhelm-Tunnel, Landkreis Cochem-Zell

## Schiffe
- Kaiser Wilhelm, Salonschiff auf dem Bodensee
- Kaiser Wilhelm, Raddampfer in Fahrt bei Lauenburg/Elbe
- Kaiser Wilhelm der Große, Doppelschrauben-Schnelldampfer des Norddeutschen Lloyd
- Kaiser Wilhelm der Große, Linienschiff der Kaiserlichen Marine
- Kaiser Wilhelm II., Reichspostdampfer
- Kaiser Wilhelm II., Linienschiff der Kaiserlichen Marine
- Kaiser Wilhelm II., Passagierschiff, später Agamemnon
- Kaiser Wilhelm II., Raddampfer in Dresden, später Blasewitz

## Institutionen
- Kaiser-Wilhelms-Akademie für das militärärztliche Bildungswesen, gegründet als Pépinière, Berlin
- Kaiser-Wilhelm-Gesellschaft zur Förderung der Wissenschaften, Berlin, mit zahlreichen Kaiser-Wilhelm-Instituten
- Kaiser-Wilhelm-Museum, Krefeld
- Kaiser-Wilhelms-Universität Straßburg von 1872 bis 1918 im Reichsland Elsass-Lothringen, siehe Universität Straßburg
- Kaiser-Wilhelm- und Ratsgymnasium Hannover
- Westfälische Wilhelms-Universität Münster (WWU), benannt nach Wilhelm II., 2023 umbenannt in Universität Münster

## Geographische Objekte
- Kaiser-Wilhelm-Berg (Namibia), Namibia
- Kaiser-Wilhelm-Hain (Wuppertal)
- Kaiser-Wilhelm-Höhe, Wuppertal
- Kaiser-Wilhelm-Koog, Gemeinde in Schleswig-Holstein
- Kaiser-Wilhelmsland, Neuguinea
- Kaiser-Wilhelm-II.-Land, Antarktis
- Wilhelm-II.-Plateau, Bouvetinsel
- Kaiser-Wilhelm-Spitze, Kilimandscharo, Tansania

## Weiteres
- Apfelsorte Kaiser Wilhelm
- Kaiser-Wilhelm-Eiche (Byttna)

Musik
- Kaiser-Wilhelm-Siegesmarsch

Sozialpolitik
- Kaiser-Wilhelms-Spende, allgemeine Stiftung für Alters-, Renten- und Kapital-Versicherung im Deutschen Reich